# Odell (New Hampshire)
Odell ist der Name einer Township im Coös County des US-Bundesstaates New Hampshire in Neuengland. Dem US-Census von 2020 zufolge lebte hier 1 Einwohner.

## Geographie

### Lage
Odell liegt auf 887 Metern Höhe zwischen Columbia und Ervings Location im Norden, Millsfield und Dummer, Stark im Süden und Stratford im Westen in der North Woods Region von New Hampshire.

### Gewässer
Nash Stream im Westen und Phillips Brook im Osten fließen beide in Nord-Süd-Richtung zumindest teilweise durch Odell, durchfließen beziehungsweise entwässern Nash Pond und die Trio Ponds einerseits und Phillips Pond andererseits und münden in Stark von links in den Upper Ammonoosuc River. Odell liegt im Wassereinzugsgebiet des Connecticut Rivers.

### Berge
Das Relief von Odell wird geprägt durch die Höhenzüge des Long Mountain, 3642 Fuß (1110 Meter), im Südwesten und des 3333 Fuß (1016 Meter) hohen Whitcomb Mountain im Nordosten.

## Geschichte
Odell trägt den Namen nach dem Ehrenwerten Richard Odell, der das Land 1839 vom Staat erwarb und an seine Nachkommen vererbte. 1860 gab es einen einzigen Einwohner, der 1870 nicht mehr dort wohnte. Gegen Ende des 19. Jahrhunderts wurde ein Teil von Odell zu Columbia zugeschlagen.

### Bevölkerungsentwicklung
| Volkszählungsergebnisse – Odell, New Hampshire | Volkszählungsergebnisse – Odell, New Hampshire | Volkszählungsergebnisse – Odell, New Hampshire | Volkszählungsergebnisse – Odell, New Hampshire | Volkszählungsergebnisse – Odell, New Hampshire | Volkszählungsergebnisse – Odell, New Hampshire | Volkszählungsergebnisse – Odell, New Hampshire | Volkszählungsergebnisse – Odell, New Hampshire | Volkszählungsergebnisse – Odell, New Hampshire | Volkszählungsergebnisse – Odell, New Hampshire | Volkszählungsergebnisse – Odell, New Hampshire |
| Jahr                                           | 1767                                           | 1773                                           | 1775                                           | 1783                                           | 1786                                           | 1790                                           | 1800                                           | 1817                                           | 1820                                           | 1830                                           |
| ---------------------------------------------- | ---------------------------------------------- | ---------------------------------------------- | ---------------------------------------------- | ---------------------------------------------- | ---------------------------------------------- | ---------------------------------------------- | ---------------------------------------------- | ---------------------------------------------- | ---------------------------------------------- | ---------------------------------------------- |
| Einwohner                                      |                                                |                                                |                                                |                                                |                                                |                                                |                                                |                                                |                                                |                                                |
| Jahr                                           | 1840                                           | 1850                                           | 1860                                           | 1870                                           | 1880                                           | 1890                                           | 1900                                           | 1910                                           | 1920                                           | 1930                                           |
| Einwohner                                      |                                                |                                                | 1                                              |                                                |                                                |                                                |                                                | 0                                              | 73                                             | 0                                              |
| Jahr                                           | 1940                                           | 1950                                           | 1960                                           | 1970                                           | 1980                                           | 1990                                           | 2000                                           | 2010                                           | 2020                                           | 2030                                           |
| Einwohner                                      | 82                                             | 12                                             | 0                                              | 3                                              | 0                                              |                                                |                                                | 4                                              | 1                                              |                                                |

Bei leeren Feldern liegt keine Angabe vor. Krumme Jahreszahlen entstammen nicht dem offiziellen Census.